# Jean-Jacques Werner (compositeur)
Pour les articles homonymes, voir Werner et Jean-Jacques Werner.
 (novembre 2018).
Jean-Jacques Werner  est un compositeur et chef d'orchestre français, né le 20 janvier 1935 à Strasbourg (Bas-Rhin) et mort le 22 octobre 2017 à Barr (Bas-Rhin).
Parallèlement à sa vie de compositeur, sa carrière de chef d'orchestre débute dès 1960, avec la ferme volonté de faire connaître les œuvres de son temps. Il dirige entre autres les orchestres de la Radiodiffusion-télévision française, l'orchestre de chambre, l'orchestre lyrique, l'Orchestre philharmonique de Radio France ainsi que l'Orchestre national de France. Il enregistre aussi pour le Service des échanges internationaux de radiodiffusion.

## Biographie
Jean-Jacques Werner est aîné de cinq enfants. Ni sa mère Lucie Lamszus, ni son père Marcel Werner ne sont particulièrement musiciens. Son enfance est marquée du sceau de l’angoisse et de la peur générées par la guerre qui affecte la famille dans sa vie quotidienne. Ses parents reportent tous leurs espoirs dans l’éducation des enfants et arrivent même à acheter, à force d’économie, un piano Gaveau, toujours dans la famille aujourd’hui. C’est ainsi que le petit Jean-Jacques prend contact avec la musique.
Il effectue ses premières études musicales au conservatoire de sa ville natale où il obtient successivement un premier prix de harpe, de cor et de direction d'orchestre. Il poursuit ensuite ses études à la Schola Cantorum de Paris dans les classes de Pierre Wissmer, Daniel Lesur et Léon Barzin.
« Mon attache culturelle est double. D’abord l’Alsace, le choral luthérien, mes études à Strasbourg avec Fritz Munch et Amy Dommel-Diény. Ensuite Paris, autre creuset musical : la liturgie latine, la Renaissance française, et bien sûr ma rencontre déterminante avec le maître Daniel-Lesur… » : tels sont les termes qu’emploie Jean-Jacques Werner, musicien « généraliste » - chef d’orchestre, compositeur, pédagogue - comme il aime à le dire lui-même.[non neutre]

## Chronologiquement
1968 : 
- Il est directeur du Conservatoire  de Fresnes (au sud de Paris) qui deviendra École nationale de musique en 1985.
- Il participe à la création et est élu vice-président de l'Union des conservatoires qui devient la Fédération nationale des Unions de conservatoires de musique (FNUCMU) regroupant plus de 1 000 conservatoires et écoles de musique.

1970 : 
- Il fonde l'Ensemble instrumental du Val-de-Marne. D'éminents compositeurs écrivent pour cette formation composée de solistes

1972 : 
- Il participe à la création de l'Union européenne des écoles de musique (EMU) à Sarrebruck.

1974 : 
- Il crée l'orchestre de l'Union des conservatoires du Val-de-Marne et donne des concerts en France, Suisse, Allemagne, Belgique, Suède, Finlande.

1976 : 
- Il dirige le premier orchestre de l'EMU à Grožnjan en Yougoslavie et en devient le chef permanent de 1976 à 1989.
- Il donne de nombreux concerts lors de festivals en particulier en Suisse, à Lugano, au festival d'Engadin (Sils im Engadin/Segl), en Finlande à Savonlinna, Munich, Rotterdam et Strasbourg dans le cadre de l'année européenne de la musique.

1978-1982 : 
- Il est professeur de direction d'orchestre au CNR de Reims et professeur invité (direction d'orchestre) au Conservatoire national supérieur de musique de Paris.

1981 : 
- Il crée l'orchestre Jeune Philharmonie du Val-de-Marne issu de l'Orchestre de l'Union des conservatoires. Ensemble composé essentiellement de jeunes musiciens, futurs professionnels.

1982 : 
- Il accomplit une mission d'enseignement de direction d'orchestre et de composition à Taïwan.

1983 : 
- Il fait une tournée de concerts aux États-Unis avec le Festival Orchestra et l'International youth Symphony Orchestra.
- Il est le premier chef de l'Orchestre franco-allemand entre 1983 et 1985 dont la composante française est la Jeune Philharmonie.
- Il fait un stage international de direction d'orchestre avec Léon Barzin au conservatoire de Fresnes.
- Il devient membre du Conseil supérieur de la musique et élu Secrétaire général de la Société nationale de musique jusqu’en 1989.

1984 : 
- Il réalise une deuxième mission d'enseignement à Taïwan.
- Il fait une tournée de concerts aux États-Unis avec les Ballets d'Indianapolis.

1985 :
- Il fait une tournée européenne avec l'Orchestre de l'EMU dans le cadre de l'année européenne de la musique.
- Il fait des concerts aux États-Unis.
- Il donne de nombreux concerts en France avec la Jeune Philharmonie et enregistrement d'un disque.
- Il donne des concerts avec l'Orchestre franco-allemand.
- Le 9 juillet, le conservatoire de musique de Fresnes devient École nationale de musique.

1986 : 
- Il est élu Secrétaire général adjoint de l'Union des compositeurs français et nommé vice-Président du Conseil supérieur de la Musique.
- Il fait une tournée de concerts aux États-Unis avec le Festival Orchestra.
- Il donne de nombreux concerts en France avec la Jeune Philharmonie qui est primée au Forum des orchestres d'Île-de-France.

1987 : 
- Il devient directeur de l'Orchestre des conservatoires de la Ville de Paris jusqu'en 1991.
- Il donne ses premiers concerts de l'Orchestre des 3 frontières (Allemagne, France, Suisse) créé à l'initiative du Comité régional tripartite.
- Il obtient avec cet ensemble le prix de la Fondation Goethe de Bâle.

1988 : 
- Le Prix Jacques Durand lui est décerné par l'Académie des beaux-arts.

1989 : 
- Nouvelle mission d'enseignement à Taïwan de direction, d'orchestration et de composition. Élu membre du Conseil de l'Institut de musicologie Paris-Sorbonne.

1990 : 
- Il obtient le prix musical Charles Oulmont de la Fondation de France.
- Il obtient les Classes de maître de direction d'orchestre à la Normal University et l'Institut national des arts de Taïpei à Taïwan.

1992 : 
- Il donne des concerts à Carúpano au Venezuela lors du Premier concours international des jeunes violonistes solistes de l'Amérique latine.
- Il fait l'Intégrale des symphonies de Beethoven avec l'orchestre Jeune Philharmonie.

1993 : 
- Il fait un deuxième voyage au Vénézuéla.
- Il donne un concert et fait les classes de maître de direction d'orchestre avec l'orchestre de l'État de Falcon.
- Il obtient le Prix Florent Schmitt de l'Institut de France.

1994 : 
- L'orchestre Jeune Philharmonie prend le nom d'Orchestre Léon-Barzin

1996 : 
- Il donne l'intégrale des symphonies de Schubert avec l'orchestre Léon-Barzin (année Schubert).
- Il donne des concerts en Corée du Sud.

1997 : 
- Il donne des concerts à Blue Lake (États-Unis - Michigan) avec le Festival Orchestra.

1998 : 
- Il prend la direction du 70e concert avec la violoniste Annie Jodry en soliste, à Paris.
- Il fait des conférences, classes de maître et concerts à l’Université normale de Taipei.
- Il reçoit la distinction de Chevalier des Arts et Lettres

2003 : 
- Il est invité à donner des master-classes à l'Académie de musique de Kiev (Ukraine).

2005 et 2006 : 
- Résidence de compositeur à l'ENM de Bobigny (93).
- Exposition et Création du fonds Jean-Jacques Werner à la Bibliothèque nationale et universitaire de Strasbourg.

2008 : 
- Le Prix Pierre et Germaine Labole : Prix de printemps de la SACEM lui est décerné.

2009 : 
- Officier des Arts et des Lettres, promotion juillet 2009.

2010 :
- Création des Instants pour ne plus dire avec la soprano Anne Rodier et l'Orchestre L.Barzin dirigé par Jean-Jacques Werner lui-même, à l'église Saint-Germain des Prés.

2015 :
- Création de la pièce Les cris du vent, produite et réalisée par la chorale L’Arrach’Chœur et dirigée par Pierre Hoppé, à l'Église Saint-Thomas de Strasbourg[2],[3],[4].

2017 :
- Création de son opéra Luther ou le mendiant de la grâce, commande de l'Union des Églises protestantes d'Alsace et de Lorraine, pour les 500 ans de la Réforme.
- Création d'un air et un Lied sur le thème du pont des deux rives à Strasbourg à partir des poèmes de Françoise Urban-Menninger et de Martine Blanché

## Discographie
- Œuvres de Jean-Jacques Werner publiées chez Ctésibios (www.ctesibios.fr) Disques Ctesibios
- Triptyque pour orgue, Canticum pour flûte et orgue, Spiritual pour violon et orgue, Le cantique de Siméon pour orgue, Psaume VIII pour chœur et orgue. Frédéric Werner (flute), Elsa Grether (violon), Maîtrise Notre-Dame de Paris : Lionel Sow, Béatrice Piertot et Yannick Merlin (orgue) : Notre-Dame des Champs et Saint-Antoine des Quinze-Vingt à Paris